# Associação Atlética Volantes
Associação Atlética Volantes é uma agremiação esportiva localizada em Presidente Juscelino, bairro de Mesquita, no estado do Rio de Janeiro, fundada a 12 de outubro de 1950.

## História

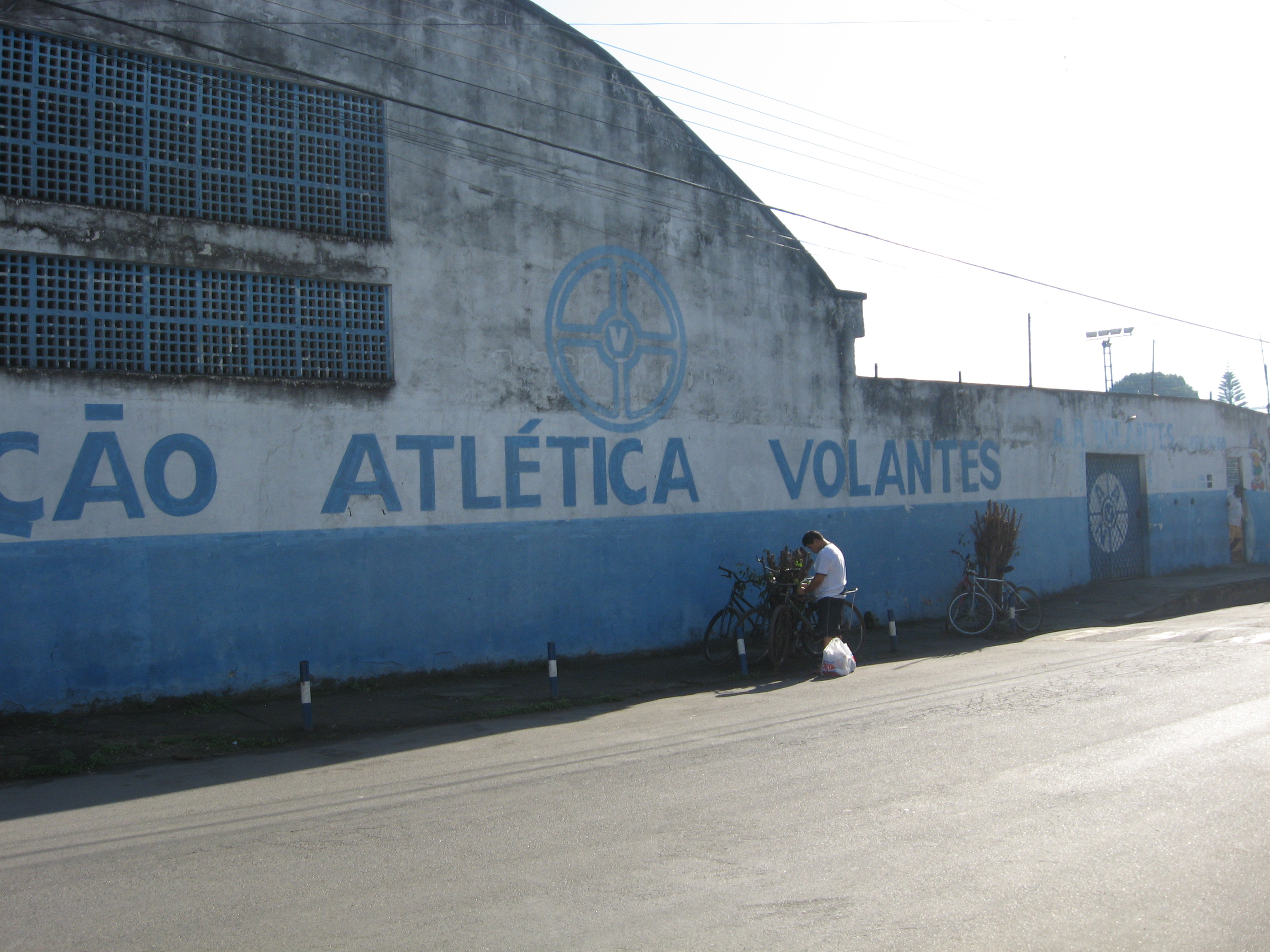
Vista da sede da agremiação

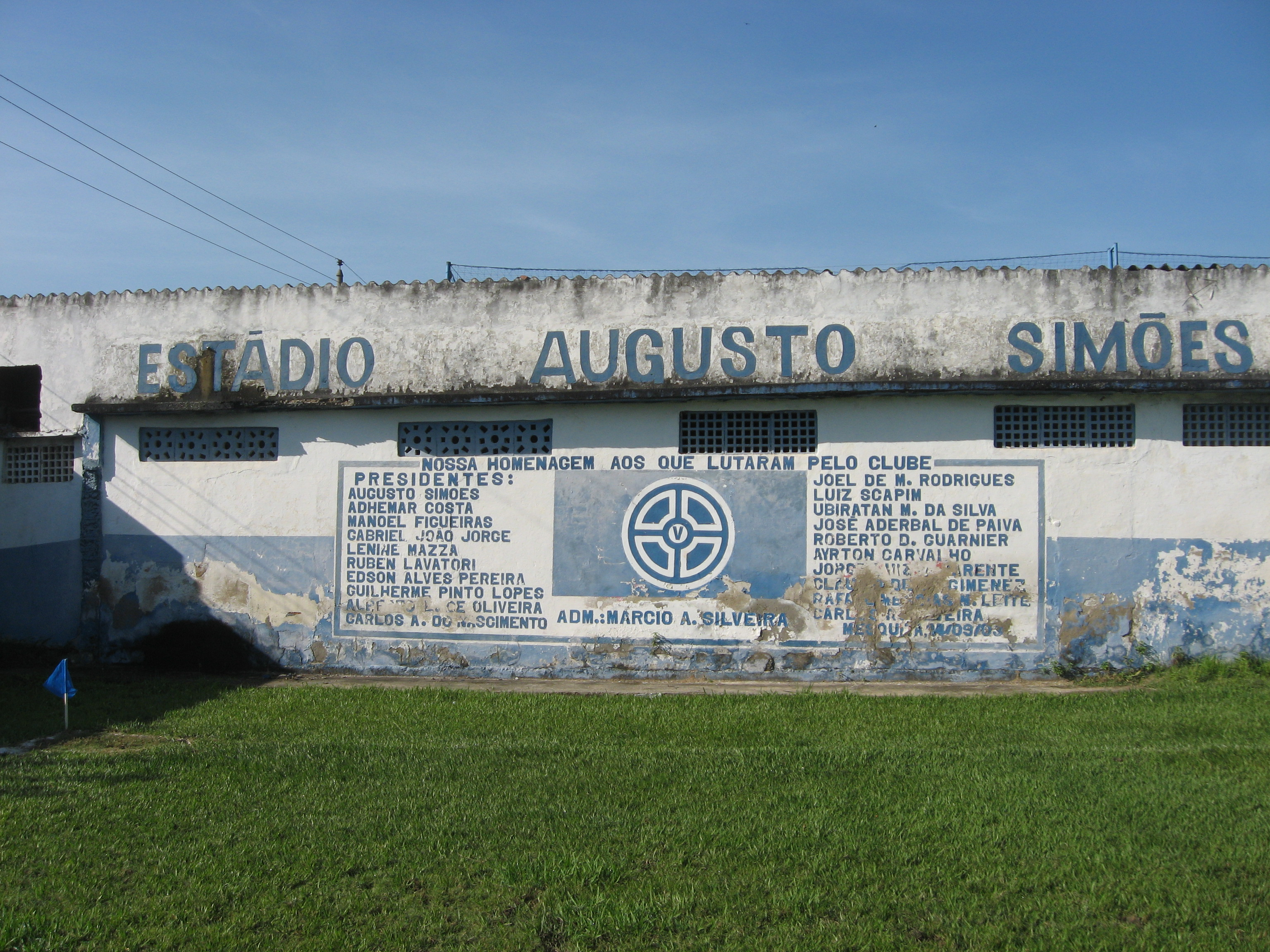
Estádio Augusto Simões

Foi criada e mantida por Augusto Simões, patrono da agremiação, até sua morte, em agosto de 1982.
Em 1969, conquista o Torneio Início, categoria juvenil, da Liga de Desportos de Nova Iguaçu, batendo o Esporte Clube Belford Roxo na decisão.
Em 1974, o clube conquista de forma invicta o campeonato Iguaçuano da categoria principal, a de adultos.
Após disputar os campeonatos da Liga de Desportos de Nova Iguaçu e demais campeonatos da Baixada Fluminense, o Volantes decide adentrar para o profissionalismo. Estreia na Terceira Divisão de Profissionais do Rio de Janeiro, em 1984, ficando em terceiro lugar, mas não alcançando a promoção à Segunda Divisão, restrita apenas aos dois primeiros.
Em 1985, não consegue passar da primeira fase em seu grupo. No ano seguinte é novamente terceiro, perdendo o acesso para o Tomazinho Futebol Clube e o Esporte Clube Nova Cidade, que estava em fase de ascensão rumo à Primeira Divisão. Conquista, no entanto, o Campeonato Estadual de Juniores da Terceira Divisão, promovido pela FFERJ.
Advém, por falta de recursos, um longo período de inatividade que termina em 1989 quando o clube retorna na mesma divisão, mas não faz uma boa campanha, não passando da primeira fase. Em 1990, ocorre a mesma situação.
Em 1991, joga a Segunda Divisão, em realidade a antiga Terceira, visto que a verdadeira Segunda virara Módulo "B" da Primeira Divisão. Com isso, muda-se toda a nomenclatura das divisões. A campanha é ruim, e a agremiação não passa novamente da primeira fase.
No ano de 1992 o clube se licencia das competições de âmbito profissional, voltando apenas em 1993 na mesma Terceira Divisão travestida de Segunda. Fica em último lugar.
Sobrevem um novo período de licença das competições que ainda perdura em âmbito profissional. Contudo, a agremiação ainda disputa torneios promovidos pela Liga Desportiva de Nova Iguaçu, sagrando-se vice-campeã da Taça Cidade de Nova Iguaçu em 1999, perdendo a final para o Esporte Clube Miguel Couto. Na época o Volantes fez parceria com o Artsul Futebol Clube.
Possui praça de esportes própria, o Augusto Simões, de capacidade para 2.000 pessoas. Suas cores são o azul e o branco.

## Títulos
- 1970 - Campeão da primeira divisão, categoria adultos, da Liga Iguaçuana de Desportos (LID);

- 1974 - Campeão invicto da primeira divisão, categoria adultos, da Liga Desportiva de Nova Iguaçu;

- 1969 - Campeão do Torneio Início da Liga de Desportos de Nova Iguaçu, categoria juvenil;

- 1986 - Campeão Estadual da Terceira Divisão (Categoria de Juniores);

- 1999 - Vice-campeão da Taça Cidade de Nova Iguaçu (em parceria com o Artsul Futebol Clube (na época Artflu), categoria adultos, Troféu Joaquim dos Santos (Bambaia);

- 2009 - Campeão do sexto campeonato Sub-50 de Belford Roxo;

- 2009 - Campeão da Copa Saúde da Associação Sênior de Belford Roxo;

- 2010 - Campeão do sub 50 de Belford Roxo - Primeira edição;

## Estatísticas

### Participações
| Competição          | Temporadas | Melhor campanha    | Estreia | Última | P | R |
| ------------------- | ---------- | ------------------ | ------- | ------ | - | - |
| Série B2 do Carioca | 5          | 3º colocado (1984) | 1984    | 1990   | – | – |